# علم الأورام العصبية
علم الأورام العصبية هو دراسة أورام الدماغ والنخاع الشوكي، كثير من هذه الأورام -على الأقل في المراحل الأخيرة- شديدة الخطورة ومهددة للحياة (مثل أورام الخلية النجمية، والأورام الدبقية، والأورام الأرومية الدبقية، والأورام الدبقية متعددة الأشكال، وأورام البطانة العصبية، والأورام الدبقية الجسرية، وأورام جذع الدماغ)، أكثر هذه الأورام خباثة هي الأورام الدبقية في جذع الدماغ والجسر المخيخي، والأورام الدبقية الأرومية متعددة الأشكال، وأورام الخلية النجمية عالية الخباثة نسيجياً، في هذه الحالات، يبلغ معدل البُقيا في الأورام غير المُعالَجة بضعة أشهر فقط، ليصبح مع العلاجات الشعاعية والكيميائية الحالية حوالي عام إلى عام ونصف، وربما عامين، تعتمد البُقيا على حالة المريض، وكفاءة جهازه المناعي، ونوع العلاجات المستخدمة، ونوع الورم الخبيث، قد تكون الجراحة خياراً علاجياً في حالات خاصة، ولكن كقاعدة عامة، تميل سرطانات الدماغ الخبيثة إلى التجدد والنكس بعد الاستئصال، وخاصة الحالات الخبيثة للغاية. الهدف من الجراحة استئصال أكبر جزء من الكتلة (خلايا الورم)، وأكبر قدر من حواف الورم، دون تعريض الوظائف الحيوية للخطر، أو غيرها من القدرات الإدراكية الهامة.

## معلومات عامة

### الأورام البدئية للجهاز العصبي المركزي
يمكن أن تحدث أورام الدماغ البدئية في أي عمر، من الطفولة إلى أواخر الحياة، إلا أنها تميل لتصيب الناس خلال سنواتهم الأولى. قد تساعد بعض العوامل مثل العمر وموقع الورم والمظهر السريري في التشخيص التفريقي، معظم أنواع أورام الجهاز العصبي البدئية أكثر شيوعاً عند الرجال، إلا الورم السحائي، الذي يصيب النساء أكثر.

### الأورام النقيلية أو النقائل إلى الجهاز العصبي المركزي
تنتشر الأورام إلى الجهاز العصبي المركزي، عن طريق الغزو المباشر، أو الانضغاط، أو الانتقال، تنتشر الأورام بآلية الغزو المباشر أو الانضغاط، عندما تكون الأنسجة قريبة من الجهاز العصبي، مثل الضفيرة العضدية، والضفيرة العجزية القطنية، والثقبة العصبية، وقاعدة الجمجمة، والجمجمة، وعظام الحوض.

### الأورام الخبيثة داخل الجمجمة
يوجد ثلاثة أنواع من الأورام الخبيثة داخل الجمجمة: ورم خبيث في الدماغ، وورم خبيث في الجافية، وورم خبيث في السحايا الرقيقة. قد تكون الأورام الخبيثة في الدماغ مفردة أو متعددة، وقد تُصيب أي جزء من الدماغ. غالباً ما يكون مصدر الأورام النقيلية في الجافية الانتشار الدموي، أو الغزو المباشر من عظم مجاور، يمكن أن تغزو هذه الأورام الدماغ تحتها وتسبب وذمة بؤرية أو أعراض عصبية، وتسبب اختلاجات في بداية سير الورم، بسبب توضعها القريب من القشر الدماغي. الأورام الخبيثة في السحايا الرقيقة غير شائعة ولكنها مُميزة بأعراضها السريرية، النقائل إلى السحايا الرقيقة غالباً ما يكون مصدرها أورام سرطان الثدي، أو الرئة، أو الورم الميلانيني في الجلد.

### النقائل إلى الجمجمة
تُقسم النقائل في الجمجمة إلى مجموعتين أساسيتين، بحسب موقع النقيلة: قبة الجمجمة، وقاعدة الجمجمة. نقائل القبة غالباً ما تكون غير عرضية، بينما تظهر أعراض النقائل إلى قاعدة الجمجمة بسرعة، بسبب قربها من الأعصاب القحفية، والأوعية الدموية الهامة.

### النقائل إلى النخاع الشوكي
يُصاب النخاع الشوكي بالورم النقائلي المنتشر في الحيز فوق الجافية، عادةً ما ينتقل الورم بالغزو المباشرة من الجسم الفقري (85%)، أو من الكتل جانب الفقار عبر الثقبة العصبية (10-15%).

### المتلازمات الوراثية وعوامل الخطر
هناك العديد من الحالات الوراثية التي تزيد من فرصة إصابة الشخص بأورام المخ.

### عوامل الخطر غير المورثية
هناك عدد قليل من القضايا التي تُصنَف على أنها خلافية في الطب، ومنها الشك بوجود دور للعوامل البيئية والمهنية في الإصابة بالسرطان، بما في ذلك أورام المخ. إن تشعيع الجمجمة هو عامل الخطر الوحيد الذي أُثبت أنه يُؤهب لتكوين ورم في المخ. ومن عوامل الخطر الأخرى: الإشعاعات المؤينة، والإشعاعات غير المؤينة، والنتروزامين، والمواد الكيميائية الصناعية.

## المظاهر السريرية لأورام الدماغ
بشكل عام، يعاني مرضى أورام الدماغ البدئية أو النقائل المفردة من واحدة أو أكثر من العلامات والأعراض أدناه، بينما يعاني مرضى النقائل المتعددة من أعراض معممة، دون أن تظهر أعراض موضعة في مكان الإصابة. 
المظاهر السريرية لأورام الدماغ هي:
- الاختلاجات (الجزئية أو المعممة): هي العَرَض الأول في15-20% من المرضى الذين يعانون من أورام داخل الجمجمة.
- أعراض تشبه السكتة الدماغية: ترجع غالباً إلى النزف داخل الورم.
- النزف داخل الورم: يمكن أن يحدث في أي ورم دماغي بدئي، أو نقيلة.
- المظاهر السريرية لأورام النخاع الشوكي:
- الألم: هو العَرَض الأول في أكثر من 90% من المرضى الذين يعانون من ورم خبيث فوق الجافية، ويحدث بشكل أقل تواتراً في الأورام تحت الجافية.
- قد يغيب الألم أحيانًا عند البالغين، وغالباً عند الأطفال المصابين بأورام النخاع الشوكي، على الطبيب أن يتحرى دوماً وجود ورم في النخاع الشوكي عند وجود أعراض عصبية توحي باعتلال نخاعي، دون وجود ألم.
- تغيرات في عادات الأمعاء والمثانة: مثل احتباس البول أو السلس البولي، غالباً ما تظهر في المراحل الأخيرة من الورم.

## علاجات السرطان شائعة الاستخدام

### المعالجة الشعاعية
تعد المعالجة الشعاعية علاجًا مهماً لأورام الجهاز العصبي المركزي، وقد ثبت أنها تزيد البُقيا وتحسن جودة حياة المرضى، الذين يعانون من مُختلَف أورام الدماغ الأولية والنقائل.

### المعالجة الكيميائية
تؤدي المعالجة الكيميائية، واستخدام الأدوية المُعالِجة، إلى السيطرة طويلة الأمد على العديد من الأورام الخبيثة، وقد تكون شافية(تسبب شفاء تام للورم) في بعض السرطانات، مثل سرطان الخصية لمرض هودجكين، حتى لو كانت واسعة الانتشار. قد تسبب المعالجة الكيميائية سُمية شديدة، لذا يجب أن تُعطَى تحت إشراف خبير مختص في مراقبة وتدبير هذه المشاكل. 

### الستيرويدات القشرية
تعتبر الستيرويدات القشرية أدوية شائعة الاستخدام في المرضى الذين يعانون من مجموعة متنوعة من الأورام العصبية. غالبًا ما تُستخدم للسيطرة على الأعراض المرافقة للأورام مثل زيادة الضغط داخل الجمجمة أو الوذمة.

### التدخلات الجراحية العصبية
هناك ما يُبرِر التداخل الجراحي العصبي في جميع حالات أورام الجهاز العصبي المركزي البدئية، وكثير من الأورام النقيلية. عادةً يوضع التشخيص النسيجي النهائي اعتماداً على الخزعة. يختلف دور الجراحة بحسب طبيعة الورم. توفِر التقنيات الجراحية الحديثة استئصال الورم نظيف الحواف مع حد أدنى من البقايا الورمية.

## الرعاية التلطيفية أو الانتهائية
الرعاية التلطيفية هي نوع خاص من الرعاية المقدَّمة لتحسين نوعية حياة المرضى الذين يعانون من مرض خطير يُهدِد الحياة، مثل السرطان. لا تهدف الرعاية التلطيفية إلى علاج المرض، بل منع وتخفيف الأعراض والآثار الجانبية، بالإضافة إلى المشكلات النفسية والاجتماعية ذات الصلة. وتسمى الرعاية التلطيفية أيضًا الرعاية المُريحة، أو الرعاية الداعمة، أو تدبير الأعراض.
تُستخدَم الرعاية التلطيفية طَوال تجربة المريض مع السرطان. تبدأ عادةً عند التشخيص وتستمر خلال العلاج والمتابعة، وحتى نهاية حياته.
- معالجة الآلام المرافقة للسرطان:
- تتضمن المعالجة مجموعة من النقاط الأساسية:
- تُمكن السيطرة على الآلام المرافقة للسرطان.
- السيطرة على الألم جزء من معالجة السرطان.
- يساعد التحدث بصراحة مع الطبيب وفريق الرعاية في السيطرة على الآلام.
- أفضل طريقة للسيطرة على الآلام هي منعها من البدء أو منع تفاقمها.
- يوجد العديد من الأدوية المستخدمة، وتختلف الخطة العلاجية من مريض إلى آخر.
- يساعد احتفاظ المرضى بسجل الألم لديهم على تدبيره بالشكل الأمثل.
- نادراً ما يصبح المرضى مُدمنين على الأدوية المسكنة.
- لا يجب حفظ الأدوية الأقوى للمراحل الأخيرة.